# Spacco tutto (Club Dogo)
Spacco tutto è un singolo del gruppo musicale italiano Club Dogo, pubblicato il 24 settembre 2010 come secondo estratto dal quinto album in studio Che bello essere noi.

## Descrizione
Prodotto da Don Joe, Spacco tutto è un brano hip house dove i rapper Jake La Furia e Gué Pequeno fanno uso dell'Auto-Tune; il brano presenta temi lirici autocelebrativi.
Esiste anche un remix del singolo, caratterizzato da alcune differenze nel testo e a cui hanno partecipato i rapper Ensi, Entics, Vacca ed Emis Killa.

## Video musicale
Il video musicale, diretto da Gianluca "Calu" Montesano, è stato girato ad Amsterdam e pubblicato il 6 settembre 2010.

## Tracce
1. Spacco tutto – 3:47